# Вогні великого міста
«Вогні великого міста» (англ. City Lights: A Comedy Romance in Pantomime) — фільм Чарлі Чапліна. Фільм є німим, хоча і знятий після закінчення епохи німого кіно; при цьому супроводжується музикою і звуковими ефектами.
Картина посідає перше місце у списку серед 10 найкращих романтичних комедій за версією AFI. У 1991 р. стрічка увійшла до Національного реєстру фільмів США.
На 1 березня 2024 року фільм займав 55-ту позицію у списку 250 найкращих фільмів за версією IMDb.

## Сюжет
Безпритульний, блукаючи величезним і ворожим містом, зустрічає сліпу квіткарку — таку ж нещасну і нікому не потрібну, як і він сам. Дівчина думає, що перед нею багач, і простягає йому квітку, але не втримує її. Ставши на коліна, вона шукає її руками. Безхатченко показує дівчині квітку, яку він підняв, але вона продовжує шукати. Безпритульний розуміє, що вона сліпа, і допомагає їй встати. Цю сцену знімали п'ять днів.
Відтак безпритульний рятує життя ексцентричному мільйонерові, який намагався під час п'яної депресії накласти на себе руки. Коли цей мільйонер п'яний, він ставиться до свого рятівника як до найкращого друга. Однак, тверезіючи, він забуває його і викидає зі свого будинку. Безпритульний дізнається, що операція в очній клініці у Відні може повернути дівчині зір. Щоб заробити гроші на цю поїздку, він випробовує різні способи — підмітає вулиці та боксує на рингу, відтак знову випадково зустрічає мільйонера, п'яного, а тому нечувано щедрого. Мільйонер дає йому гроші саме тієї миті, коли в його будинок проникли злодії. Протверезівши, він забуває про свій подарунок, і на безхатченка, що вже віддав гроші дівчині, падає підозра у крадіжці. Його ув'язнюють.
Безпритульний виходить із в'язниці ще жалюгіднішим, ніж раніше. Тим часом дівчина, вилікувавшись, відкрила квітковий магазин. Вона ніколи не бачила свого благодійника і мріє про зустріч з ним. Вона уявляє його собі багатим і красивим. Безпритульний випадково опиняється перед її магазином і захоплено дивиться на зцілену дівчину. Коли вона з милосердя підходить до нього, щоб дати йому монету і квітку, він намагається втекти, соромлячись себе і боячись заговорити з нею. Але вона, торкнувшись його руки, впізнає його. Вони пильно вдивляються одне в одного. «Ви?» — запитує вона. Він киває: «Тепер ви бачите?». Ця фінальна сцена фільму залишається однією з найпронизливіших і найдивовижніших в історії світового кінематографа.

## Праця над фільмом
Чарлі Чаплін писав про сюжет фільму:
 Сюжет фільму мені підказала історія циркового клоуна, що втратив зір через нещасний випадок. У нього була маленька дочка, дуже болюча і нервова, тож перед випискою з лікарні лікар попередив його, що він повинен приховувати сліпоту від дочки доти, поки вона не зміцніє достатньо, щоб витримати цей удар, який зараз буде їй не під силу. Вдома клоун ходив по кімнаті, спотикаючись, наштовхуючись на меблі, а дівчинка весело сміялася. Однак усе це було надто сентиментально, і в «Вогнях великого міста» сліпотою клоуна наділили дівчину-квіткарку. 
Знімати фільм почали 31 грудня 1927 року і це тривало близько трьох років. Працювали над фільмом під час Великої депресії. Доти звукове кіно існувало вже кілька років, так що у Чапліна з'явилася можливість самому писати музику для своїх фільмів. Фільм було завершено 22 січня 1931 року. Уперше фільм показали 30 січня 1931 в Лос-Анджелесі.

## У ролях
- Чарлі Чаплін — бродяга
- Вірджинія Черрілл — сліпа дівчина
- Флоренс Лі — бабуся
- Гаррі Маєрс — ексцентричний мільйонер
- Аллан Гарсія — дворецький
- Генк Манн — боксер